# Direttore di macchina in seconda

Distintivo di direttore di macchina in seconda della Marina mercantile italiana

Quella di direttore di macchina in seconda (talvolta scritto anche direttore di macchina in 2ª o secondo direttore di macchina, abbreviato con la sigla DM2; in lingua inglese: staff engineer) è una figura professione/funzione ricoperta dall'ufficiale della sezione che, ove prevista nell'organico della nave (solitamente solo sulle grandi navi da crociera), in via gerarchica segue immediatamente quella del direttore di macchina.

## Mansioni
Esso espleta la funzione di ufficiale alla Direzione di macchina nei casi di impedimento del direttore titolare.

### Fonti normative internazionali
- Legge 21 novembre 1985, n. 739, in materia di "Adesione alla convenzione del 1978 sulle norme relative alla formazione della gente di mare, al rilascio dei brevetti ed alla guardia."
- Decreto del presidente della Repubblica 8 novembre 1991, n. 435, in materia di "Approvazione del regolamento per la sicurezza della navigazione e della vita umana in mare."
- Decreto legislativo 7 luglio 2011, n. 136, in materia di "Attuazione della direttiva 2008/106/CE concernente i requisiti minimi di formazione per la gente di mare."
- Decreto legislativo 12 maggio 2015, n. 71, in materia di "Attuazione della direttiva 2012/35/UE, che modifica la direttiva 2008/106/CE, concernente i requisiti minimi di formazione della gente di mare."

### Testi
- Serena Cantoni, Sali a bordo. Perché scegliere la carriera marittima Archiviato il 3 giugno 2016 in Internet Archive.. Ministero dei trasporti e della navigazione, Roma.